# ヴィーナスのサイン
『ヴィーナスのサイン』（イタリア語: Il segno di Venere, 「ヴィーナス（および金星）の徴」の意）は、1955年（昭和30年）製作・公開、ディーノ・リージ監督によるイタリアの映画である。イタリア式コメディ初期の1作。

## 略歴・概要
本作は、1955年、イタリアの映画会社ティタヌスが製作、同社が配給して同年3月12日、イタリア国内で公開された。同年4月29日 - 5月10日に開催された第8回カンヌ国際映画祭コンペティション部門に出品され、パルムドールを競ったが受賞はならなかった。翌1956年（昭和31年）以降、フランス等でも公開された。
日本では、本作に関してはイタリア文化会館等での上映を除いては劇場公開されておらず、2010年9月現在、DVD等のビデオグラムも発売されていない。

## スタッフ・作品データ
- プロデューサー : マルチェッロ・ジロージ （Marcello Girosi）
- 監督 : ディーノ・リージ
- 原案 : エドアルド・アントン （Edoardo Anton）、ルイジ・コメンチーニ、フランカ・ヴァレリ （Franca Valeri）
- 脚本 : エドアルド・アントン、エンニオ・フライアーノ （Ennio Flaiano）、フランカ・ヴァレリ、ディーノ・リージ
- 脚本協力 : チェーザレ・ザヴァッティーニ
- 撮影 : カルロ・モンテュオリ （Mario Serandrei）
- 美術 : ガストーネ・メディン （Gastone Medin [5]）
- 編集 : マリオ・セランドレイ （Mario Serandrei）
- 音楽 : レンツォ・ロッセリーニ

- 上映時間 : 101分 [1] / 98分 [2]
- フォーマット : 白黒映画 - スタンダードサイズ（1.37:1） - モノラル録音

## キャスト
クレジット順
- ソフィア・ローレン - Agnese Tirabassi
- フランカ・ヴァレリ - Cesira
- ヴィットリオ・デ・シーカ - Alessio Spano
- ラフ・ヴァローネ - Ignazio Bolognini
- ヴィルジリオ・リエント （Virgilio Riento） - Agnese の父
- ティナ・ピカ  （Tina Pica） - Zia Tina
- リーナ・ジェンナーリ （Lina Gennari） - Signora Pina
- エロイーザ・チアンニ - Daisy
- レオポルド・トリエステ （Leopoldo Trieste） - Pittore
- マウリツィオ・アレーナ （Maurizio Arena） - Maurice
- フランコ・ファンタジア （Franco Fantasia） - Dottore
- マルチェッラ・ロヴェーナ （Marcella Rovena） - Elvira
- マリオ・メニコーニ （Mario Meniconi） - Vigile Urbano
- フリオ・メニコーニ （Furio Meniconi） - la trattoria のオーナー
- アニタ・ドゥランテ （Anita Durante） - Agnese の母
- ジュゼッペ・キンニーチ （Giuseppe Chinnici） - Commissario
- ペッピノ・デ・フィリッポ （Peppino De Filippo） - Mario
- アルベルト・ソルディ - Romolo Proietti

## 関連事項
- イタリア式コメディ
- 第8回カンヌ国際映画祭

## 註
1. 1 2 3 4 5  Il segno di Venere, Internet Movie Database （英語）, 2010年9月16日閲覧。
2. 1 2  Il Segno di Venere, allmovie （英語）, 2010年9月16日閲覧。
3. ↑  ディーノ・リージ、キネマ旬報映画データベース、2010年9月16日閲覧。
4. ↑  ディノ・リージ、allcinema ONLINE, 2010年9月16日閲覧。
5. ↑  Gastone Medin - IMDb（英語）, 2010年8月16日閲覧。